# Pismo (1940.)
Pismo (eng. The Letter) je američki film noir iz 1940. godine kojeg je režirao William Wyler, a u kojem su glavne uloge ostvarili Bette Davis, Herbert Marshall i James Stephenson. Scenarij kojeg je napisao Howard E. Koch temeljen je na istoimenoj kazališnoj predstavi iz 1927. godine autora W. Somerseta Maughama. Prva verzija filma snimljena je još 1929. godine u režiji Jeana de Limura.

## Radnja
Mirna je, mjesečinom obasjana, tropska večer, a autohtoni radnici spavaju u svojim barakama. Odjednom se začuje pucanj nakon čega se otvaraju vrata velike kuće iz kojih teturajući izlazi muškarac u pratnji žene koja ga mirno upuca još nekoliko puta od kojih je nekoliko posljednjih hitaca ispalila dok je on već ležao na zemlji. Žena je Leslie Crosbie (Bette Davis), supruga britanskog vlasnika plantaže u Britanskoj Malaji; žrtva je Geoff Hammond (David Newell), cijenjeni član europske zajednice. Leslie govori svom slugi da ode po njezinog supruga Roberta (Herbert Marshall) koji se nalazi na jednoj od plantaža. On uskoro dolazi u pratnji sa svojim odvjetnikom i inspektorom britanske policije. Leslie im govori da ju je Geoff Hammond pokušao silovati i da ga je ona upucala kako bi sačuvala svoju čast.
Leslie je uhićena i uskoro se nađe u zatvoru u Singapuru gdje čeka suđenje za ubojstvo; budući je ubila čovjeka suđenje je neizbježno iako većina njezine zajednice prihvaća njezinu priču i vjeruje joj. Jedino je njezin odvjetnik, Howard Joyce (James Stephenson), sumnjičav. Njegove sumnje uskoro se pokažu opravdanima kada mu njegov službenik, Ong Chi Seng (Victor Sen Yung), pokaže kopiju pisma kojeg je Leslie napisala Hammondu na dan kada ga je ubila, a u kojem je istaknula da njezinog supruga neće biti navečer kod kuće i preklinjala ga da dođe - eksplicitno mu prijeteći ako to ne učini. Ong Chi Seng kaže Howardu da se original pisma nalazi u rukama Hammondove udovice (Gale Sondergaard), euro-azijske žene koja živi u kineskoj četvrti u gradu. Pismo se može kupiti, a Ong - kojeg je Howard do tog trenutka držao besprijekornim - od prodaje može dobiti dobar postotak. Howard se nakon toga suočava s Leslie dajući joj pismo zbog čega ona doživljava slom i priznaje mu da ga je napisala premda i dalje poriče da je hladnokrvno ubila Hammonda. Ipak, Leslie očigledno manipulira odvjetnikom pristavši otkupiti pismo premda on zbog toga stavlja na kocku svoju slobodu i karijeru.
Iz razloga što bankovni račun supružnika glasi na Robertovo ime, Howard mora dobiti njegov pristanak kako bi kupio pismo, ali to napravi ne otkrivši mu pravi sadržaj pisma, već trivijalizirajući cijelu stvar. Robert, koji svojoj ženi vjeruje i koji je voli više od ičega, bez problema pristaje. Hammondova udovica zahtijeva da Leslie osobno dođe predati joj deset tisuća dolara za pismo, a kada ova to učini dodatno je ponizi kada slučajno ispusti pismo koje je Leslie primorana podignuti pod njezinim nogama. Imajući pismo u svom posjedu, Leslie je vrlo brzo oslobođena svih optužbi.
Tijekom proslave nakon suđenja, kada Robert objavi planove da će povući sav ušteđeni novac s računa (ne znajući da je isti potrošen za kupnju pisma) kako bi kupio drugu plantežu u Sumatri, Howard i Leslie su prisiljeni reći mu da novca nema te da bi pismo koje su tim novcem kupili napravilo veliku štetu na suđenju za Leslie. Robert zahtijeva pročitati pismo, a nakon što to učini osjeća se potpuno devastiranim, jer napokon sazna da je Hammond bio ljubavnik njegove supruge i da ga je ona ubila zbog ljubomore; ipak on joj odluči oprostiti ako se ona zakune da ga voli. Leslie u početku pristaje i kaže mu da ga voli, ali vrlo uskoro se shrva i prizna da "svim srcem još uvijek volim čovjeka kojeg sam ubila!"
Mentalno devastirana zbog cijele situacije sa suđenjem i konfrontacije s Robertom, Leslie luta velikim dvorištem kuće kojeg obasjava puni mjesec te završi kod glavnog ulaza. Tamo se ponovno suočava s gospođom Hammond i njezinim pomoćnikom, čovjekom koji je radio za Leslie i kojeg publika u filmu nije vidjela od kraja prve scene. Upravo on sputa Leslie dok je gđa Hammond ubada nožem. Njih dvoje nečujno nestaju, ali ih uskoro presretne policajac. Oblak se u tom trenutku nadvije nad punim mjesecom i zamrači područje gdje je Leslie ubijena; nakon kratkog vremena oblak se razmakne i mjesečina obasja mjesto gdje Leslie leži mrtva, ali nema nikoga tko bi je primijetio.

## Glumačka postava
- Bette Davis kao Leslie Crosbie
- Herbert Marshall kao Robert Crosbie
- James Stephenson kao Howard Joyce
- Gale Sondergaard kao gđa Hammond
- Frieda Inescort kao Dorothy Joyce
- Bruce Lester kao John Withers
- Sen Yung kao Ong Chi Seng
- Elizabeth Inglis kao Adele Ainsworth
- Cecil Kellaway kao Prescott
- Doris Lloyd kao gđa Cooper
- Willie Fung kao Chung Hi

## Produkcija
U originalnoj kazališnoj predstavi, Leslie Crosbie živi svoj život bez supruga. Međutim, Produkcijski kod odbio je originalnu priču koja je poslana iz kompanije Warner Bros. zbog toga što je sadržavala preljub i nekažnjeno ubojstvo pa je dodana posljednja scena u kojoj je Leslie ubijena. Lik gđe Hammond promijenjen je iz Hammondove kineske ljubavnice u njegovu euro-azijsku suprugu kako bi se zadovoljio ured Hays. Redatelj William Wyler i glavna glumica Bette Davis - koji su ranije surađivali na filmu Jezebel - nisu se slagali oko vrhunca filma u kojem Leslie priznaje svom suprugu da još uvijek voli čovjeka kojeg je ubila. Davis je osjećala da niti jedna žena ne bi mogla pogledati svog supruga i priznati mu takvo nešto. Wyler se nije složio s tim pa je Davis demonstrativno napustila snimanje, ali kasnije se vratila i snimila scenu onako kako je Wyler želio. Ipak, mnogo godina kasnije Davis će i dalje tvrditi da je njezin pristup sceni bio bolji.
Osim s glumicom Davis, redatelj Wyler također je ušao i u konflikt sa šefom kompanije Warner Bros., Jackom Warnerom oko izbora britanskog glumca Jamesa Stephensona kao odvjetnika Howarda Joycea. Warner je u početku predložio Stephensona za ulogu, ali nakon što mu ju je Wyler dao, ovaj se predomislio, jer je smatrao da je sama uloga prevažna da bi je dobio netko nepoznat. Wyler je ipak ostao pri svom izboru, a posljedica svega je bila da je Stephenson za svoju performansu nominiran za prestižnu nagradu Oscar u kategoriji najboljeg sporednog glumca.
Herbert Marshall također je glumio i u prvoj filmskoj verziji iz 1929. godine i to ljubavnika kojeg Leslie ubije na početku.

## Nagrade i nominacije
Film Pismo nominiran je u 7 kategorija za prestižnu filmsku nagradu Oscar, ali nije osvojio niti jednu.
- Najbolji film
- Najbolji redatelj - William Wyler
- Najbolja glumica - Bette Davis
- Najbolji sporedni glumac - James Stephenson
- Najbolja montaža - Warren Low
- Najbolja kamera - Tony Gaudio
- Najbolja originalna glazba - Max Steiner

## Vanjske poveznice
- Pismo u internetskoj bazi filmova IMDb-a
- Pismo internetska stranica na kojoj se mogu pronaći informacije o filmu te DVD kritika (uključuje i fotografije)
- Pismo originalna kino najava na internetskoj stranici YouTube